# 27-й гвардейский истребительный авиационный полк ПВО
27-й гвардейский истребительный авиационный Выборгский полк — воинская часть вооружённых сил ПВО СССР в Великой Отечественной войне.

## История
Сформирован 22 ноября 1942 года путём преобразования 123-го истребительного авиационного полка.
В составе действующей армии с 22 ноября 1942 года по 15 октября 1944 года.
На момент преобразования полка он в основном был задействован на обороне коммуникаций, проходящих по Ладожскому озеру и железной дороги в районе Волхова. На вооружении полка состояли самолёты Як-1 до 1943 года, Як-7 до начала 1944 года, Як-9 с начала 1944 года, с осени 1944 года полк был вооружён истребителями «Спитфайр» модификации Mk IX,
До конца войны действует в районе Ленинграда, базируясь с февраля 1944 года на Гатчинском аэродроме, привлекался ко всем операциям, проходившим в регионе. Так, в сентябре-октябре 1942 года поддерживает действия наземных войск в районе Шлиссельбурга, Невской Дубровки, в январе 1943 года — при прорыве блокады Ленинграда, в феврале 1943 года — при проведении частной Красноборской операции, летом 1943 года — во время Мгинской наступательной операции.
В январе 1944 года принимает участие в Ленинградско-Новгородской операции, так 1 февраля 1944 года штурмует колонны противника севернее Луги.
В июне 1944 года принимает участие в Выборгской наступательной операции. В августе-сентябре 1944 года прикрывает советские войска в Эстонии, во время проведения Прибалтийской наступательной операции
С октября 1944 года участия в боевых действиях не принимал, барражируя над Ленинградом.
В 1970 году перебазирован из Пушкина в Казахстан, на новый аэродром Учарал (войсковая часть 55748). Расформирован в 1992 году.

## Подчинение
| Дата            | Фронт (округ) | Армия                   | Корпус                                                | Дивизия | Примечания |
| --------------- | ------------- | ----------------------- | ----------------------------------------------------- | ------- | ---------- |
| 01.12.1942 года | -             | Ленинградская армия ПВО | 7-й истребительный авиационный корпус ПВО             | -       | -          |
| 01.01.1943 года | -             | Ленинградская армия ПВО | 7-й истребительный авиационный корпус ПВО             | -       | -          |
| 01.02.1943 года | -             | Ленинградская армия ПВО | 7-й истребительный авиационный корпус ПВО             | -       | -          |
| 01.03.1943 года | -             | Ленинградская армия ПВО | 7-й истребительный авиационный корпус ПВО             | -       | -          |
| 01.04.1943 года | -             | Ленинградская армия ПВО | 7-й истребительный авиационный корпус ПВО             | -       | -          |
| 01.05.1943 года | -             | Ленинградская армия ПВО | 7-й истребительный авиационный корпус ПВО             | -       | -          |
| 01.06.1943 года | -             | Ленинградская армия ПВО | 7-й истребительный авиационный корпус ПВО             | -       | -          |
| 01.07.1943 года | -             | Ленинградская армия ПВО | 7-й истребительный авиационный корпус ПВО             | -       | -          |
| 01.08.1943 года | -             | Ленинградская армия ПВО | 2-й гвардейский истребительный авиационный корпус ПВО | -       | -          |
| 01.09.1943 года | -             | Ленинградская армия ПВО | 2-й гвардейский истребительный авиационный корпус ПВО | -       | -          |
| 01.10.1943 года | -             | Ленинградская армия ПВО | 2-й гвардейский истребительный авиационный корпус ПВО | -       | -          |
| 01.11.1943 года | -             | Ленинградская армия ПВО | 2-й гвардейский истребительный авиационный корпус ПВО | -       | -          |
| 01.12.1943 года | -             | Ленинградская армия ПВО | 2-й гвардейский истребительный авиационный корпус ПВО | -       | -          |
| 01.01.1944 года | -             | Ленинградская армия ПВО | 2-й гвардейский истребительный авиационный корпус ПВО | -       | -          |
| 01.02.1944 года | -             | Ленинградская армия ПВО | 2-й гвардейский истребительный авиационный корпус ПВО | -       | -          |
| 01.03.1944 года | -             | Ленинградская армия ПВО | 2-й гвардейский истребительный авиационный корпус ПВО | -       | -          |
| 01.04.1944 года | -             | Ленинградская армия ПВО | 2-й гвардейский истребительный авиационный корпус ПВО | -       | -          |
| 01.05.1944 года | -             | Ленинградская армия ПВО | 2-й гвардейский истребительный авиационный корпус ПВО | -       | -          |
| 01.06.1944 года | -             | Ленинградская армия ПВО | 2-й гвардейский истребительный авиационный корпус ПВО | -       | -          |
| 01.07.1944 года | -             | Ленинградская армия ПВО | 2-й гвардейский истребительный авиационный корпус ПВО | -       | -          |
| 01.08.1944 года | -             | Ленинградская армия ПВО | 2-й гвардейский истребительный авиационный корпус ПВО | -       | -          |
| 01.09.1944 года | -             | Ленинградская армия ПВО | 2-й гвардейский истребительный авиационный корпус ПВО | -       | -          |
| 01.10.1944 года | -             | Ленинградская армия ПВО | 2-й гвардейский истребительный авиационный корпус ПВО | -       | -          |
| 01.11.1944 года | -             | Ленинградская армия ПВО | 2-й гвардейский истребительный авиационный корпус ПВО | -       | -          |
| 01.12.1944 года | -             | Ленинградская армия ПВО | 2-й гвардейский истребительный авиационный корпус ПВО | -       | -          |
| 01.01.1945 года | -             | Ленинградская армия ПВО | 2-й гвардейский истребительный авиационный корпус ПВО | -       | -          |
| 01.02.1945 года | -             | Ленинградская армия ПВО | 2-й гвардейский истребительный авиационный корпус ПВО | -       | -          |
| 01.03.1945 года | -             | Ленинградская армия ПВО | 2-й гвардейский истребительный авиационный корпус ПВО | -       | -          |
| 01.04.1945 года | -             | Ленинградская армия ПВО | 2-й гвардейский истребительный авиационный корпус ПВО | -       | -          |
| 01.05.1945 года | -             | Ленинградская армия ПВО | 2-й гвардейский истребительный авиационный корпус ПВО | -       | -          |

## Командиры
- майор Сурин Борис Николаевич, погиб, 20.03.1940 — 22.06.1941
- майор Мищенко Филипп Михайлович, 23.07.1941 — 10.11.1942
- гвардии майор, гвардии подполковник Мажаев Николай Павлович, 21.01.1943 — 10.08.1946
- Пронин Александр Георгиевич гвардии подполковник
- Бредик Андрей Петрович гвардии полковник
- Машенкин Алексей Михайлович гвардии полковник
- Чуйков Владимир Иванович, гвардии полковник[1]
- Шаврыгин Михаил Петрович, гвардии подполковник[1]
- Жекалов А., гвардии подполковник[1]
- Седов С. В., гвардии подполковник[1]
- Кот Виктор Севастьянович, гвардии полковник, 1979—1983

## Награды и наименования
| Награда      | Дата             | За что получена                                                                                        |
| ------------ | ---------------- | --- |
| «Выборгский» | 2 июля 1944 года | за отличие в боях при прорыве линии Маннергейма и овладении 20 июня 1944 года городом-крепостью Выборг |

## Отличившиеся воины полка
| Награда | Ф. И. О.                      | Должность           | Звание                    | Дата награждения      | Данные о вылетах | Примечания                         |
| ------- | ----------------------------- | ------------------- | ------------------------- | --------------------- | --- | ---------------------------------- |
|         | Карпов, Александр Терентьевич | командир эскадрильи | гвардии капитан           | 28.09.1944 22.08.1944 | всего за время войны совершил 456 боевых вылетов, 97 воздушных боёв, сбил лично 28 самолётов противника и 8 в группе. | погиб 20.10.1944                   |
|         | Беляев, Ириней Фёдорович      | командир эскадрильи | гвардии капитан           | 05.05.1991            | всего за время войны совершил 365 боевых вылетов, 56 воздушных боёв, сбил лично 13 самолётов противника и 4 в группе. | погиб 08.07.1943                   |
|         | Николаев, Дмитрий Семёнович   | командир звена      | гвардии старший лейтенант | 08.09.1943            | к моменту представления совершил 360 боевых вылетов, 58 воздушных боёв, сбил лично 14 самолётов противника            | -                                  |
|         | Сазыкин, Леонид Иосифович     | лётчик              | гвардии младший лейтенант | 27.01.1944            | - | 19.01.1944 совершил огненный таран |
|         | Кот Виктор Севастьянович      | командир полка      | гвардии полковник         | 20.09.1982            | всего за время войны в Афганистане выполнил 415 боевых вылетов на самолёте МиГ-21 бис                                 |                                    |